# Banka (Eslovàquia)
|  | Per a altres significats, vegeu «Banka». |

Banka és un poble i municipi d'Eslovàquia que es troba a la regió de Trnava, a l'oest del país. La primera menció escrita de la vila es remunta al 1292.

## Demografia
| Godina             | 1994 | 2004 | 2014   | 2024   |
| ------------------ | ---- | ---- | ------ | ------ |
| Nombre de persones | 0    | 2173 | 2123   | 2149   |
| Diferència         |      | –    | −2,30% | +1,22% |

| Godina             | 2023 | 2024   |
| ------------------ | ---- | ------ |
| Nombre de persones | 2159 | 2149   |
| Diferència         |      | −0,46% |